# Raidelbach
Raidelbach ist ein Ortsteil der Gemeinde Lautertal im südhessischen Landkreis Bergstraße.

## Geographie
Raidelbach liegt im Vorderen Odenwald im Quellgebiet des gleichnamigen Baches auf einer landwirtschaftlich genutzten Hochfläche (400–430 m), ca. 8,5 km nordöstlich von Bensheim und 2,9 km östlich der Gemeindeverwaltung in Reichenbach. Das Gebiet des Ortsteils besteht aus der Gemarkung Raidelbach mit einer Fläche von 1974 Hektar, davon sind 37 Hektar Wald. Die Gemarkung liegt im Südosten des Gemeindegebiets und deren höchster Punkt liegt bei 495 m an der südwestlichen Gemarkungsgrenze. Die Ortslage besteht im Wesentlichen aus einigen verstreut angesiedelten Bauernhöfen und etlichen weiteren Wohnhäusern.
Die nächstgelegenen Ortschaften sind im Westen Reichenbach, im Nordwesten Lautern, im Norden Gadernheim, im Osten Kolmbach, im Südosten Glattbach und im Süden Breitenwiesen. Der Ort ist über die Kreisstraße 55 erreichbar, die zwischen Gadernheim und Kolmbach von der B 47 nach Westen abzweigt und über Raidelbach, Knoden und Seidenbuch nach Glattbach zur Landesstraße 3099 führt. Eine weitere Straße führt von Gadernheim über Reidelbach zu K 55.

## Geschichte

### Von den Anfängen bis zum 18. Jahrhundert
Die früheste erhalten gebliebene urkundliche Erwähnung als Reilenbach als Zubehör der Burg Schönberg stammt aus dem Jahr 1339. Der Ort entstand im Einflussbereich des Reichsklosters Lorsch. Als Kaiser Friedrich II. die einstige Reichsabtei 1232 dem Erzbistum Mainz und dessen Bischof Siegfried III. zur Reform überstellte, befand sich das Gebiet des späteren Amtes Schönberg, wozu auch Raidelbach gehörte, bereits im Besitz der Kurpfalz. Im 14. Jahrhundert gehörte Raidelbach zur Thalzent des pfälzischen Amtes Lindenfels, das dem Oberamt Heidelberg unterstand.
Das Dorf entstand aus einzelnen Häusern bei doppelseitiger Tallage, wo 1439 sieben Bewohner 30 fl. Schatzung an die Kellerei Lindenfels entrichten mussten. Davon erhielt der Schultheiß 10 fl. Was auf sieben Hubengüter schließen lässt. Einen weiteren Hinweis auf die Größe des Orts datiert aus dem Jahr 1488, als die Kurpfalz von 32 Huben in den Dörfern Gadernheim, Lautern und Reilenbach „Bede“, „Hubhafer“ und zwei Drittel des großen und kleinen Zehnten bezog. Außerdem übte die Kurpfalz damals in diesen Dörfern „Hauptrecht (Abgabe beim Tod an den Leibherrn), Herdrecht (Abgabe beim Tod an den Grundherrn), Frevel (Geldstrafe und Bußgeld) und Unfälle (Recht auf havarierte Ladung)“ aus. Die Hohe Gerichtsbarkeit über den Ort wurde durch die Zent Heppenheim ausgeübt, deren oberster Richter der 1267 erstmals erwähnte Burggraf auf der Starkenburg (über Heppenheim) war. Raidelbach gehörte damals mit Lautern zum pfälzischen Dorfgericht in Gadernheim. Aus dem Jahr 1601 ist überliefert, dass die drei Dörfer ein Dorfgericht mit einem Schultheißen hatten und das Haingericht in Reichenbach abgehalten wurde. Im Jahre 1607 wurde zum ersten Mal im neuen Rathaus in Gadernheim durch den Amtmann des Amtes Schönberg Gericht gehalten.
In der Nachbarschaft von Raidelbach hatte sich inzwischen die Grafschaft Erbach etabliert, wie aus einer Urkunde von 1339 hervorgeht. Dort bewittumte der Schenk Konrad von Erbach seine Ehefrau Kunigunde, geb. von Brugge, mit Einvernehmen seines Lehensherren, dem Pfalzgrafen Rudolf II., mit einem Viertel der Burg Schönberg, zu der Gefälle in Schönberg, Elmshausen, Wilmshausen, Gronau, Zell und Reilenbach gehörten.
Im Zuge der Bayrischen Fehde wurden im Jahr 1504 die Burg Schönberg und das ganze Tal der Lauter durch Truppen des Landgrafen Wilhelm II. verwüstet. Der Landgraf führte als Vollzieher der gegen die Kurpfalz verhängten Reichsacht ein Feldzug gegen die Kurpfalz und deren Verbündete, zu denen auch die Herren von Erbach zählten.
Im 16. Jahrhundert hielt die Reformation auch im Odenwald Einzug. Bis 1544 hatten die 1532 zu Reichsgrafen erhobenen Erbacher für ihre Grafschaft das lutherische Glaubensbekenntnis eingeführt, und auch die pfälzischen Herrscher sympathisierten offen mit dem lutherischen Glauben, aber erst unter Ottheinrich, Kurfürst von 1556 bis 1559, erfolgte der offizielle Übergang zur lutherischen Lehre. Raidelbach gehörte vor der Reformation kirchlich zum Bensheimer Landkapitel und wurde nach der Reformation Teil des Kirchspiels Reichenbach.
Da es im Grenzgebiet zwischen der Kurpfalz und der Grafschaft Erbach mehrere Vorfälle durch die unübersichtliche Gebietszugehörigkeit gab, einigten sich am 4. Juni 1561 der Pfälzer Kurfürst Friedrich III. mit den Brüdern Georg, Eberhard und Valentin, Grafen von Erbach, über einen Gebietstausch. Dadurch kamen die zur Pfälzer Thalzent gehörigen Dörfer Lautern, Gadernheim und Raidelbach (Reilenbach) sowie der Anteil an Reichenbach an die Grafschaft Erbach und die erbachischen Dörfer Mittershausen, Mitlechtern, Scheuerberg, Schannenbach, Knoden, Breitenwiesen sowie Oberlaudenbach an die Pfalz. Dort bildeten sie die Neu-Zent des Amts Lindenfels. Die erbachischen Dörfer blieben aber weiter pfälzisches Lehen. Die erbachische Verwaltung und Niedere Gerichtsbarkeit erfolgte jetzt durch das Amt Schönberg, die Hohe Gerichtsbarkeit blieb hingegen bei der Zent Heppenheim.
Nach den Verwüstungen in der Bayrischen Fehde konnte sich das Amt Schönberg bis zum Dreißigjährigen Krieg erholen. Besonders in den letzten Friedensjahren war eine rege Bautätigkeit in Schloss Schönberg und den Dörfern zu verzeichnen. Spätestens 1622 hatte aber auch das Amt Schönberg unter dem Krieg zu leiden, als von ligistische Truppen das Amt mehrfach überfallen und ausplündert wurde. Mitte der 1630er Jahre folgte mit dem Schwedisch-Französischen Krieg das blutigste Kapitel des Dreißigjährigen Krieges. Aus der Region berichteten die Chronisten aus jener Zeit: „Pest und Hunger wüten im Land und dezimieren die Bevölkerung, sodass die Dörfer öfters völlig leer stehen“. Als im Jahre 1648 Friede geschlossen wurde, war die Bevölkerung in der Region auf ein Viertel geschrumpft, etliche Dörfer waren über Jahre menschenleer. Nach kurzer Friedenszeit folgten die französischen Reunionskriege, die für die Region neue Heimsuchungen brachten. Im Herbst 1696 wurde im Pfälzischen Erbfolgekrieg das Schloss Schönberg überfallen.
Im Jahr 1717 kam es zur Teilung des Erbacher Grafenhauses und Schloss Schönberg wurde Sitz der jüngeren Linie Erbach-Schönberg unter Graf Georg August zu Erbach-Schönberg. Dieser erhielt die Ämter Schönberg und König und der Hälfte der Herrschaft Breuberg. Die Linie Erbach-Schönberg machte die Burg zu ihrem Wohnsitz, wodurch sie ihren heutigen Schlosscharakter erhielt.

### Vom 19. Jahrhundert bis heute
Mit der Rheinbundakte von 1806 wurde die Grafschaft Erbach mediatisiert und zum größten Teil in die Landgrafschaft Hessen-Darmstadt eingegliedert; dazu gehörte auch das „Amt Schönberg“, das jedoch vorerst als standesherrschaftliches Amt erhalten blieb. Am 9. Dezember 1803 wurde das Gerichtswesen in Hessen-Darmstadt neu organisiert. Für das Fürstentum Starkenburg wurde das „Hofgericht Darmstadt“ eingerichtet. Es war für normale bürgerliche Streitsachen Gericht der zweiten Instanz, für standesherrliche Familienrechtssachen und Kriminalfälle die erste Instanz. Übergeordnet war das Oberappellationsgericht Darmstadt. Die Rechtsprechung der ersten Instanz wurde durch die Ämter bzw. Standesherren vorgenommen. Damit hatten die Zente und die mit ihnen verbundenen Zentgerichte endgültig ihre Funktion eingebüßt.
Am 14. August 1806 erhob Napoleon die Landgrafschaft Hessen-Darmstadt zum Großherzogtum. Der Wiener Kongress 1814/15 bestätigte die Zugehörigkeit der ehemaligen Grafschaft Erbach zum „Fürstentum Starkenburg“ des Großherzogtums Hessen. Daraufhin wurden 1816 im Großherzogtum Provinzen gebildet und dabei das vorher als „Fürstentum Starkenburg“ bezeichnete Gebiet in „Provinz Starkenburg“ umbenannt. 1821/22 wurden im Rahmen einer umfassenden Verwaltungsreform die Amtsvogteien in den Provinzen Starkenburg und Oberhessen aufgelöst und Landratsbezirke eingeführt, wobei 1822 das Amt Schönberg dem Landratsbezirk Lindenfels zugeteilt wurde. Im Rahmen dieser Reform wurden auch Landgerichte geschaffen, die unabhängig von der Verwaltung waren. Die Landgerichtsbezirke entsprachen in ihrem Umfang den Landratsbezirken und für den Landratsbezirk Lindenfels war das Landgericht Fürth als Gericht erster Instanz zuständig. Für das Amt Schönberg wurde die Niedere Gerichtsbarkeit im Namen der Standesherren durch den Landrat ausgeübt. Erst 1826 gingen alle Funktionen des ehemaligen standesherrschaftlichen Amts Schönberg an die Landesinstitutionen über. Diese Reform ordnete auch die Administrative Verwaltung auf Gemeindeebene. So war die Bürgermeisterei in Gadernheim auch für Raidelbach und Lautern zuständig. Entsprechend der Gemeindeverordnung vom 30. Juni 1821 gab es keine Einsetzungen von Schultheißen mehr, sondern einen gewählten Ortsvorstand, der sich aus Bürgermeister, Beigeordneten und Gemeinderat zusammensetzte.
Die Statistisch-topographisch-historische Beschreibung des Großherzogthums Hessen berichtet 1829 über Raidelbach:

„Raidelbach (L. Bez. Lindenfels) luth. Filialdorf; auch Railbach liegt 1 St. von Lindenfels, gehört dem Grafen von Erbach-Schönberg hat 9 Häuser und 77 Einw., die bis auf 9 Reform. lutherisch sind. Der Ort theilt sich in Ober- und Niederraidelbach. – Im Jahr 1561 kam Raidelbach tauschweise von Churpfalz an Erbach und 1806 unter Hess. Hoheit.“

1832 wurden Kreise geschaffen. Nach der am 20. August 1832 bekanntgegebenen Neugliederung sollte es in Süd-Starkenburg künftig nur noch die Kreise Bensheim und Lindenfels geben; der Landratsbezirk von Heppenheim sollte in den Kreis Bensheim fallen. Noch vor dem Inkrafttreten der Verordnung zum 15. Oktober 1832 wurde diese aber dahingehend revidiert, dass statt des Kreises Lindenfels neben dem Kreis Bensheim, der Kreis Heppenheim als zweiter Kreis gebildet wurde, zu dem auch Raidelbach gehörte. Mit der Grossherzoglichen Regierungsverordnung Nr. 37 vom 31. Dezember 1839 wurde mit Wirkung zum 15. Januar 1840 Raidelbach dem Kreis Bensheim zugeteilt.
Ab 1839 wurde die Nibelungenstraße von Bensheim ins Lautertal bis Lindenfels ausgebaut und damit ein wichtiger Betrag zur Verbesserung der Infrastruktur des vorderen Odenwaldes geschaffen. Eine weitere Verbesserung wurde 1846 durch die Eröffnung der Main-Neckar-Bahn erreicht, die Bensheim zunächst mit Langen, Darmstadt und Heppenheim verband und wenig später vollendet wurde.
Im Neuestes und gründlichstes alphabetisches Lexicon der sämmtlichen Ortschaften der deutschen Bundesstaaten von 1845 finden sich folgender Eintrag:

„Raidelbach (Ober- und Unter-Raidelbach). – Dorf, zur evangel. Pfarrei Reichenbach, resp. katholischen Pfarrei Lindenfels gehörig. – 9 H. 77 evangel. Einw. – Grossherzogthum Hessen. – Provinz Starkenburg. – Kreis Bensheim. – Landger. Zwingenberg. – Hofger. Darmstadt. – Das Dorf Raidelbach, zur Standesherrschaft der Grafen von Erbach-Schönberg gehörig, zerfällt in Oder- und Nieder-Raidelbach und ist im Jahre 1806 der großherzogl. hessischen Souveränität unterworfen worden. Früher, vor dem J. 1561, wo der Ort erst an das Haus Erbach vertauscht worden, gehörte derselbe zu Churpfalz.“

Am 31. Juli 1848 wurden die Kreise und Landratsbezirke des Großherzogtums abgeschafft und durch „Regierungsbezirke“ ersetzt, wobei die bisherigen Kreise Bensheim und Heppenheim zum Regierungsbezirk Heppenheim vereinigt wurden. Bereits vier Jahre später, im Laufe der Reaktionsära, kehrte man aber zur Einteilung in Kreise zurück und Raidelbach wurde wieder Teil des Kreises Bensheim.
Die im Dezember 1852 aufgenommenen Bevölkerungs- und Katasterlisten ergaben für Raidelbach: Lutherisches Filialdorf mit 74 Einwohnern. Die Gemarkung bestand aus 809 Morgen, davon 443 Morgen Ackerland, 181 Morgen Wiesen und 169 Morgen Wald.
In den Statistiken des Großherzogtums Hessen werden, bezogen auf Dezember 1867, für das Filialdorf Raidelbach mit der Bürgermeisterei in Gadernheim, 10 Häuser, 88 Einwohnern, der Kreis Bensheim, das Landgericht Zwingenberg, die evangelische Pfarrei Reichenbach mit dem Dekanat in Lindenfels und die katholische Pfarrei Lindenfels des Dekanats Heppenheim, angegeben. Das zuständige Steuerkommissariat war Zwingenberg der Destriktseinnehmerei Bensheim und Obereinnehmerei Bensheim. Die Dominalienverwaltung bestand aus dem Rentamt Lindenfels, dem Forstamt Jugenheim mit der Oberförsterei Ernsthofen.
Die hessischen Provinzen Starkenburg, Rheinhessen und Oberhessen wurden 1937 aufgehoben. Zum 1. November 1938 trat eine umfassende Gebietsreform auf Kreisebene in Kraft. In der ehemaligen Provinz Starkenburg war der Kreis Bensheim besonders betroffen, da er aufgelöst und zum größten Teil dem Kreis Heppenheim zugeschlagen wurde, was auch Raidelbach betraf. Der Kreis Heppenheim übernahm die Rechtsnachfolge des Kreises Bensheim und erhielt den neuen Namen Landkreis Bergstraße.
Im Jahr 1961 wurde die Gemarkungsgröße mit 202 ha angegeben, davon waren 169 ha Wald.
Im Zuge der Gebietsreform in Hessen ließ sich zum 31. Dezember 1970 die Gemeinde Raidelbach gemeinsam mit Kolmbach freiwillig nach Gadernheim eingemeinden. Genau ein Jahr später wurde der Verbund dieser drei Orte wieder aufgelöst. Gadernheim und Raidelbach wurden zu Gründungsgemeinden der Gemeinde Lautertal, in der sie am 31. Dezember 1971 aufgingen, während Kolmbach zu Lindenfels kam. Für den Ortsteil Raidelbach wurde ein Ortsbezirk nach der Hessischen Gemeindeordnung eingerichtet.

### Gerichte im Großherzogtum Hessen
Die erstinstanzliche Gerichtsbarkeit lag während der Zugehörigkeit zum Großherzogtum bis 1822 beim standesherrlichen Amt Schönberg. 1822 kam es zu einer Übereinkunft zwischen dem Großherzogtum und dem Grafen von Erbach-Schönberg. Die Aufgaben der Verwaltung und der Rechtsprechung wurden getrennt. Die Verwaltung kam zum Landratsbezirk Lindenfels, für die  Rechtsprechung wurde das Landgericht Schönberg eingerichtet. Diese relativ kleine Einheit hatte aber nur kurz Bestand und wurde 1826 dem Bezirk des Landgerichts Fürth zugeteilt. Bereits 1839 wechselte die Zuständigkeit für Raidelbach erneut: Gerichtlich kam es zum Landgericht Zwingenberg, verwaltungsseitig zum Kreis Bensheim.
Anlässlich der Einführung des Gerichtsverfassungsgesetzes mit Wirkung vom 1. Oktober 1879 wurden die bisherigen großherzoglichen Landgerichte durch Amtsgerichte an gleicher Stelle ersetzt, während die neu geschaffenen Landgerichte als Obergerichte fungierten. Erstinstanzlich zuständig war nun das Amtsgericht Zwingenberg im Bezirk des Landgerichts Darmstadt.
Am 1. Mai 1902 wurde das Amtsgericht Bensheim neu errichtet und die Orte Bensheim, Elmshausen, Gadernheim, Gronau, Lautern, Raidelbach, Reichenbach, Schönberg, Wilmshausen und Zell bildeten den neuen Gerichtsbezirk.

### Verwaltungsgeschichte im Überblick
Die folgende Liste zeigt die Staaten und Verwaltungseinheiten, denen Raidelbach angehört(e):
- vor 1561: Heiliges Römisches Reich, Kurpfalz, Amt Lindenfels, Thal-Zent
- ab 1561: Heiliges Römisches Reich, Grafschaft Erbach,[Anm. 2] Amt Schönberg
- ab 1717: Heiliges Römisches Reich, Grafschaft Erbach-Schönberg (Anteil an der Grafschaft Erbach), Amt Schönberg
- ab 1806: Großherzogtum Hessen (Souveränitätslande),[Anm. 3] Fürstentum Starkenburg, Amt Schönberg (zur Standesherrschaft Erbach gehörig)
- ab 1815: Großherzogtum Hessen[Anm. 4] (Souveränitätslande), Provinz Starkenburg, Amt Schönberg (zur Standesherrschaft Erbach gehörig)
- ab 1821: Großherzogtum Hessen, Provinz Starkenburg, Landratsbezirk Lindenfels[Anm. 5]
- ab 1832: Großherzogtum Hessen, Provinz Starkenburg, Kreis Heppenheim
- ab 1840: Großherzogtum Hessen, Provinz Starkenburg, Kreis Bensheim
- ab 1848: Großherzogtum Hessen, Regierungsbezirk Heppenheim
- ab 1852: Großherzogtum Hessen, Provinz Starkenburg, Kreis Bensheim
- ab 1871: Deutsches Reich,[Anm. 6] Großherzogtum Hessen, Provinz Starkenburg, Kreis Bensheim
- ab 1918: Deutsches Reich, Volksstaat Hessen,[Anm. 7] Provinz Starkenburg, Kreis Bensheim
- ab 1938: Deutsches Reich, Volksstaat Hessen, Landkreis Bergstraße[25][Anm. 8]
- ab 1945: Amerikanische Besatzungszone,[Anm. 9] Groß-Hessen, Regierungsbezirk Darmstadt, Landkreis Bergstraße
- ab 1946: Amerikanische Besatzungszone, Land Hessen, Regierungsbezirk Darmstadt, Landkreis Bergstraße
- ab 1949: Bundesrepublik Deutschland, Land Hessen, Regierungsbezirk Darmstadt, Landkreis Bergstraße
- ab 1970: Bundesrepublik Deutschland, Land Hessen, Regierungsbezirk Darmstadt, Landkreis Bergstraße, Gemeinde Gadernheim
- ab 1972: Bundesrepublik Deutschland, Land Hessen, Regierungsbezirk Darmstadt, Landkreis Bergstraße, Gemeinde Lautertal

## Bevölkerung

### Einwohnerstruktur 2011
Nach den Erhebungen des Zensus 2011 lebten am Stichtag dem 9. Mai 2011 in Raidelbach 117 Einwohner. Darunter waren 12 (10,3 %) Ausländer. Nach dem Lebensalter waren 21 Einwohner unter 18 Jahren, 44 zwischen 18 und 49, 24 zwischen 50 und 64 und 15 Einwohner waren älter. Die Einwohner lebten in 45 Haushalten. Davon waren 12 Singlehaushalte, 12 Paare ohne Kinder und 18 Paare mit Kindern, sowie 3 Alleinerziehende und 3 Wohngemeinschaften. In 3 Haushalten lebten ausschließlich Senioren und in 33 Haushaltungen lebten keine Senioren.

### Einwohnerentwicklung
| • 1439: | 7 Einwohner |

| Raidelbach: Einwohnerzahlen von 1829 bis 2022 | Raidelbach: Einwohnerzahlen von 1829 bis 2022 | Raidelbach: Einwohnerzahlen von 1829 bis 2022 | Raidelbach: Einwohnerzahlen von 1829 bis 2022 | Raidelbach: Einwohnerzahlen von 1829 bis 2022 |
| --- | --------------------------------------------- | --------------------------------------------- | --------------------------------------------- | --------------------------------------------- |
| Jahr |                                               |                                               |                                               | Einwohner                                     |
| 1829 | 1829                                          |                                               | 77                                            | 77                                            |
| 1834 | 1834                                          |                                               | 77                                            | 77                                            |
| 1840 | 1840                                          |                                               | 75                                            | 75                                            |
| 1846 | 1846                                          |                                               | 67                                            | 67                                            |
| 1852 | 1852                                          |                                               | 74                                            | 74                                            |
| 1858 | 1858                                          |                                               | 82                                            | 82                                            |
| 1864 | 1864                                          |                                               | 83                                            | 83                                            |
| 1871 | 1871                                          |                                               | 80                                            | 80                                            |
| 1875 | 1875                                          |                                               | 77                                            | 77                                            |
| 1885 | 1885                                          |                                               | 89                                            | 89                                            |
| 1895 | 1895                                          |                                               | 95                                            | 95                                            |
| 1905 | 1905                                          |                                               | 87                                            | 87                                            |
| 1910 | 1910                                          |                                               | 84                                            | 84                                            |
| 1925 | 1925                                          |                                               | 89                                            | 89                                            |
| 1939 | 1939                                          |                                               | 82                                            | 82                                            |
| 1946 | 1946                                          |                                               | 130                                           | 130                                           |
| 1950 | 1950                                          |                                               | 124                                           | 124                                           |
| 1956 | 1956                                          |                                               | 85                                            | 85                                            |
| 1961 | 1961                                          |                                               | 67                                            | 67                                            |
| 1967 | 1967                                          |                                               | 60                                            | 60                                            |
| 1970 | 1970                                          |                                               | 63                                            | 63                                            |
| 1980 | 1980                                          |                                               | ?                                             | ?                                             |
| 1990 | 1990                                          |                                               | ?                                             | ?                                             |
| 2000 | 2000                                          |                                               | ?                                             | ?                                             |
| 2011 | 2011                                          |                                               | 117                                           | 117                                           |
| 2013 | 2013                                          |                                               | 110                                           | 110                                           |
| 2022 | 2022                                          |                                               | 114                                           | 114                                           |
| Datenquelle: Historisches Gemeindeverzeichnis für Hessen: Die Bevölkerung der Gemeinden 1834 bis 1967. Wiesbaden: Hessisches Statistisches Landesamt, 1968. Weitere Quellen: ; Gemeinde Lautertal |                                               |                                               |                                               |                                               |

### Historische Religionszugehörigkeit
| • 1829: | 68 evangelisch-lutherische (= 84,31 %), 9 evangelisch-reformierte (= 11,69 %) Einwohner |
| • 1961: | 65 evangelische (= 97,01 %), 2 katholische (= 2,99 %) Einwohner                         |

## Politik
Ortsbeirat
Für Raidelbach besteht ein Ortsbezirk (Gebiete der ehemaligen Gemeinde Raidelbach) mit Ortsbeirat und Ortsvorsteher, nach Maßgabe der §§ 81 und 82 HGO und des Kommunalwahlgesetzes in der jeweils gültigen Fassung. Der Ortsbeirat besteht aus fünf Mitgliedern.  Alle Kandidaten gehörten der „Unabhängigen Wählergemeinschaft Raidelbach“ an. Der Ortsbeirat wählte Horst Pfeifer zum Ortsvorsteher.

## Verkehr
Durch Raidelbach verlaufen die Kreisstraßen K 210 und K 55, die in bzw. bei Gadernheim von der als Nibelungenstraße bekannten Bundesstraße 47 abzweigen und über Breitenwiesen und Knoden nach Seidenbuch führen.

## Persönlichkeiten
- George Frankenstein (1825–1911), deutschamerikanischer Landschafts- und Porträtmaler sowie Journalist